# Helen Forrest
Helen Fogel, mais conhecida como Helen Forrest (12 de abril de 1917 — 11 de julho de 1999) foi uma cantora norte-americana. Uma das cantoras mais populares da era da Swing, uma artista que alguns podem não considerar uma vocalista de jazz, mas com excepcional habilidade de projetar letras e também ótima intérprete.

## Carreira
Forrest usou muitos nomes no início de sua carreira, entre eles, The Blue Lady e Bonnie Blue. Começou a cantar na orquestra de seu irmão em Washington, D.C., então foi apresentada na orquestra de Artie Shaw com a saída de Billie Holiday em 1938. Dispersada a orquestra de Shaw, em 1939, Forrest se juntou a Benny Goodman, com quem ficou até 1941. Gravou com o trio de Nat King Cole e Lionel Hampton em 1940, então começou a emplacar sucessos com a orquestra de Harry James.
Foi bem-sucedida no início dos anos 1940. Depois, ela se uniu a Dick Haymes em seu programa de rádio e em seis duetos que foram grandes sucessos. Forrest reduziu sua atividade nos anos 1950. Então começou a cantar com a orquestra de Tommy Dorsey regida por Sam Donahue no início dos anos 1960. Ela continuou a trabalhar em clubes nos anos 1970 e 80, fazendo um disco novo para a Stash em 1983. Forrest morreu aos 82 anos.

## Discografia

### Álbuns originais
- Voice of the Name Bands (Capitol Records, 1956), líderes de orquestra: Dave Cavanaugh e Billy May

### Reedições
- Artie Shaw, The Uncollected Vol. 4, 1939 (Hindsight Records, 1980), recorded, 1939
- The Complete Helen Forrest with the Benny Goodman Orchestra (Collector's Choice Music, 2001), recorded, 1940-1941
- The Complete Helen Forrest with the Harry James Orchestra (Collector's Choice Music, 1999), recorded, ca. 1941-1943, 1946
- Complete World Transcriptions (Soundies, 1999), recorded, 1949-1950

### Singles nas paradas
| Ano  | Single                                                               | USChart |
| ---- | -------------------------------------------------------------------- | ------- |
| 1938 | "I Have Eyes" (com Artie Shaw)                                       | 10      |
| 1938 | "Deep in a Dream" (com Artie Shaw)                                   | 3       |
| 1938 | "They Say" (com Artie Shaw)                                          | 1       |
| 1939 | "Thanks for Ev'rything" (com Artie Shaw)                             | 1       |
| 1939 | "Between a Kiss and a Sigh" (com Artie Shaw)                         | 13      |
| 1939 | "Deep Purple" (com Artie Shaw)                                       | 17      |
| 1939 | "You Grow Sweeter As the Years Go By" (com Artie Shaw)               | 15      |
| 1939 | "I Poured My Heart into a Song" (com Artie Shaw)                     | 4       |
| 1939 | "Comes Love" (com Artie Shaw)                                        | 4       |
| 1939 | "Melancholy Mood" (com Artie Shaw)                                   | 8       |
| 1939 | "Day In, Day Out" (com Artie Shaw)                                   | 11      |
| 1939 | "Many Dreams Ago" (com Artie Shaw)                                   | 11      |
| 1939 | "All the Things You Are" (com Artie Shaw)                            | 8       |
| 1940 | "What's the Matter with Me?" (com Benny Goodman)                     | 19      |
| 1940 | "How High the Moon" (com Benny Goodman)                              | 6       |
| 1940 | "The Fable of the Rose" (com Benny Goodman)                          | 20      |
| 1940 | "I Can't Love You Any More (Any More Than I Do)" (com Benny Goodman) | 5       |
| 1940 | "I Can't Resist You" (com Benny Goodman)                             | 13      |
| 1940 | "Dreaming Out Loud" (com Benny Goodman)                              | 24      |
| 1941 | "Perfidia (Tonight)" (com Benny Goodman)                             | 11      |
| 1941 | "My Sister and I" (com Benny Goodman)                                | 20      |
| 1941 | "These Things You Left Me" (com Benny Goodman)                       | 25      |
| 1941 | "Yours" (com Benny Goodman)                                          | 17      |
| 1942 | "The Devil Sat Down and Cried" (com Harry James)                     | 23      |
| 1942 | "I Don't Want to Walk Without You" (com Harry James)                 | 1       |
| 1942 | "Skylark" (com Harry James)                                          | 11      |
| 1942 | "I Remember You" (com Harry James)                                   | 24      |
| 1942 | "But Not for Me" (com Harry James)                                   | 12      |
| 1942 | "He's My Guy" (com Harry James)                                      | 7       |
| 1942 | "I Cried for You" (com Harry James)                                  | 19      |
| 1942 | "Mister Five by Five" (com Harry James)                              | 1       |
| 1942 | "I Had the Craziest Dream" (com Harry James)                         | 1       |
| 1942 | "Manhattan Serenade" (com Harry James)                               | 9       |
| 1943 | "I've Heard That Song Before" (com Harry James)                      | 1       |
| 1943 | "Taking a Chance on Love" (com Benny Goodman)                        | 1       |
| 1943 | "Cabin in the Sky" (com Benny Goodman)                               | 19      |
| 1943 | "I Heard You Cried Last Night" (com Harry James)                     | 2       |
| 1944 | "Time Waits for No One" (solo as Helen Forrest)                      | 2       |
| 1944 | "Long Ago (and Far Away)" (com Dick Haymes)                          | 2       |
| 1944 | "It Had to Be You" (com Dick Haymes)                                 | 4       |
| 1944 | "Together" (com Dick Haymes)                                         | 3       |
| 1945 | "I'll Buy That Dream" (com Dick Haymes)                              | 2       |
| 1945 | "Some Sunday Morning" (com Dick Haymes)                              | 9       |
| 1946 | "I'm Always Chasing Rainbows" (com Dick Haymes)                      | 7       |
| 1946 | "Oh! What It Seemed to Be" (com Dick Haymes)                         | 4       |
| 1946 | "Come Rain or Come Shine" (com Dick Haymes)                          | 23      |
| 1946 | "In Love in Vain" (com Dick Haymes)                                  | 12      |
| 1946 | "Why Does It Get So Late So Early" (com Dick Haymes)                 | 22      |